# Vertrag von Paris (1303)
Mit dem Vertrag von Paris, am 20. Mai 1303 zwischen Frankreich und England geschlossen, wurde der Französisch-Englische Krieg von 1294 bis 1298 beendet und der Frieden zwischen den beiden Ländern wiederhergestellt. Dieser Friede hielt bis zum Ausbruchs des Kriegs von Saint-Sardos 1323.

## Vorgeschichte
Gemäß dem 1259 geschlossenen Vertrag von Paris gab es eine Verpflichtung des amtierenden englischen Monarchen, bei jeder Thronbesteigung (sowohl in England, wie auch in Frankreich) seinem Lehnsherren zu huldigen. Eduard I. kam dieser Verpflichtung in den Jahren 1272 und 1285 nach; nicht ohne bei der Huldigung auch den französischen König an seine Verpflichtungen aus dem Vertrag zu erinnern. 1294 wurde der Vertrag gebrochen. 1294 besetzte Philipp IV. Guyenne und sprach Eduard I. die Herrschaft über dieses Land ab. Der englische König Eduard erklärte daraufhin Guyenne kurzerhand zum unabhängigen Allodgut und war zum Krieg entschlossen. In wechselhaften Kämpfen konnten die Engländer bis 1297 Teile von Guyenne zurückerobern, bis Ende 1297 ein Waffenstillstand geschlossen wurde.

## Der Vertrag und die Folgen
Im Juni 1299 begannen in Montreuil Friedensverhandlungen zwischen England und Frankreich. Gemäß dem Waffenstillstand heiratete der englische König im September Margarete, die Schwester des französischen Königs. Die weiteren Verhandlungen blieben aber ergebnislos. Erst nachdem der französische König 1302 im Konflikt mit Flandern in der Sporenschlacht von Kortrijk eine vernichtende Niederlage erlitten hatte, war er zu einem Frieden mit England bereit, um alle verfügbaren Kräfte gegen Flandern einsetzen zu können. Im Mai 1303 geschlossenen Frieden von Paris erreichten die englischen Unterhändler Henry de Lacy und Otton de Grandson mit Unterstützung des Grafen Amadeus V. von Savoyen, dass die Franzosen in Guyenne den Status quo Ante akzeptierten und somit ihre Eroberungen zurückgaben. Die Engländer verzichteten auf eine weitere Unterstützung des verbündeten Flandern, während die Franzosen die Unterstützung des mit England um seine Unabhängigkeit kämpfenden Schottland einstellten. Damit brach der französische König das 1295 mit Schottland geschlossene Bündnis gegen England, obwohl noch im Herbst 1302 eine hochrangige schottische Delegation unter Führung von John de Soules nach Frankreich gereist war, um Einfluss auf die Friedensverhandlungen zu nehmen. Stattdessen vertröstete der französische König die Schotten, dass er nach dem Friedensschluss mit England in einer besseren Situation sei, um sie diplomatisch zu unterstützen. Diese Unterstützung erfolgte aber nicht, so dass sich angesichts der militärisch ausweglosen Situation fast alle schottischen Adligen im Februar 1304 dem englischen König unterwarfen. Bedingt durch die Kämpfe in Schottland, konnten weder der englische König noch stellvertretend für ihn der Thronfolger Eduard nach Frankreich reisen, um die geforderte Huldigung für Guyenne zu leisten. Dies wurde von den Franzosen stillschweigend hingenommen. Die bereits im Waffenstillstand von 1297 vereinbarte Hochzeit des englischen Thronfolgers mit der französischen Königstochter Isabelle fand erst 1308, nach dem Tod des englischen Königs statt. Im Sommer 1306 verliefen Verhandlungen in Montreuil zwischen einer englischen und französischen Delegation über Entschädigungszahlungen für den Krieg ergebnislos. Zwischen den beiden Ländern blieb das Verhältnis angespannt.